# Simac Ladies Tour 2023
La 25e édition du Simac Ladies Tour a lieu du 5 au 10 septembre 2023. Elle fait partie de l'UCI World Tour.
Charlotte Kool gagne le prologue. Elisa Balsamo remporte le sprint de la première étape. Lotte Kopecky s'impose sur le contre-la-montre et prend la tête du classement général. Kool est la plus rapide le lendemain. Dans l'étape reine autour de Fauquemont, la SD Worx contrôle la course et Kopecky s'impose en haut du Cauberg. Sur la dernière étape, Lorena Wiebes est la plus rapide du groupe de tête. Lotte Kopecky remporte l'épreuve devant Lorena Wiebes, également vainqueur du classement par points, et Anna Henderson. Karlijn Swinkels est la meilleure grimpeuse, Zoe Bäckstedt la meilleure jeune et Lidl-Trek la meilleure équipe.

## Parcours
Un prologue de deux kilomètres inaugure la course. Le lendemain, deux grands tours autour de Gennep sont effectués. Le contre-la-montre de sept kilomètres à Louvain est plat, tout comme l'étape qui suit. Le lendemain, le Cauberg, Geulhemmerberg et Bemelerberg sont empruntés par l'étape autour de Fauquemont. La dernière étape fait sept révolutions d'un circuit vallonné.

## Équipes
| UCI Women's WorldTeams (12)- Canyon-SRAM Racing - Team DSM-Firmenich - Fenix-Deceuninck - Israel-Premier Tech Roland - Team Jumbo-Visma - Liv Racing TeqFind - Movistar Team - Team Jayco AlUla - SD Worx - Lidl-Trek - UAE Team ADQ - Uno-X Pro Cycling Team Équipes féminines continentales (6)- AG Insurance - Soudal Quick-Step Team - Ceratizit-WNT Pro Cycling - GT Krush Rebellease - Lifeplus Wahoo - Lotto Dstny Ladies - Parkhotel Valkenburg |
| |

## Étapes
| Étape     | Date     | Villes étapes           | type                        | Distance (km) | Vainqueur d'étape | Leader du classement général |
| --------- | -------- | ----------------------- | --------------------------- | ------------- | ----------------- | ---------------------------- |
| Prologue  | 5 sept.  | Ede – Ede               | prologue                    | 2,4           | Charlotte Kool    | Charlotte Kool               |
| 1re étape | 6 sept.  | Gennep – Gennep         | étape de plaine             | 139,1         | Elisa Balsamo     | Charlotte Kool               |
| 2e étape  | 7 sept.  | Louvain – Louvain       | contre-la-montre individuel | 7,1           | Lotte Kopecky     | Lotte Kopecky                |
| 3e étape  | 8 sept.  | Emmeloord – Lelystad    | étape de plaine             | 148,9         | Charlotte Kool    | Lotte Kopecky                |
| 4e étape  | 9 sept.  | Fauquemont – Fauquemont | étape vallonnée             | 131,6         | Lotte Kopecky     | Lotte Kopecky                |
| 5e étape  | 10 sept. | Arnhem – Arnhem         | étape vallonnée             | 150,3         | Lorena Wiebes     | Lotte Kopecky                |

## Déroulement de la course

### Prologue
Charlotte Kool s'impose sur le prologue devant Riejanne Markus et Lotte Kopecky.
| \| Classement de l'étape \| Classement de l'étape \| Classement de l'étape \| Classement de l'étape \| Classement de l'étape \| \| Coureuse \| Coureuse \| Pays \| Équipe \| Temps \| \| --------------------- \| --------------------- \| --------------------- \| --------------------- \| --------------------- \| \| 1re \| Charlotte Kool \| Pays-Bas \| Team dsm-firmenich \| 3 min 04 s \| \| 2e \| Riejanne Markus \| Pays-Bas \| Team Jumbo-Visma \| + 4 s \| \| 3e \| Lotte Kopecky \| Belgique \| SD Worx \| + 4 s \| \| 4e \| Lorena Wiebes \| Pays-Bas \| SD Worx \| + 5 s \| \| 5e \| Demi Vollering \| Pays-Bas \| SD Worx \| + 6 s \| \| 6e \| Anna Henderson \| Royaume-Uni \| Team Jumbo-Visma \| + 7 s \| \| 7e \| Maike van der Duin \| Pays-Bas \| Canyon-SRAM Racing \| + 7 s \| \| 8e \| Elisa Balsamo \| Italie \| Lidl-Trek \| + 8 s \| \| 9e \| Zoe Bäckstedt \| Royaume-Uni \| Canyon-SRAM Racing \| + 8 s \| \| 10e \| Pfeiffer Georgi \| Royaume-Uni \| Team dsm-firmenich \| + 8 s \| |                    |             |                    |            |
| |                    |             |                    |            |
| |                    |             |                    |            |
| Classement de l'étape |                    |             |                    |            |
| Coureuse | Coureuse           | Pays        | Équipe             | Temps      |
| 1re | Charlotte Kool     | Pays-Bas    | Team dsm-firmenich | 3 min 04 s |
| 2e | Riejanne Markus    | Pays-Bas    | Team Jumbo-Visma   | + 4 s      |
| 3e | Lotte Kopecky      | Belgique    | SD Worx            | + 4 s      |
| 4e | Lorena Wiebes      | Pays-Bas    | SD Worx            | + 5 s      |
| 5e | Demi Vollering     | Pays-Bas    | SD Worx            | + 6 s      |
| 6e | Anna Henderson     | Royaume-Uni | Team Jumbo-Visma   | + 7 s      |
| 7e | Maike van der Duin | Pays-Bas    | Canyon-SRAM Racing | + 7 s      |
| 8e | Elisa Balsamo      | Italie      | Lidl-Trek          | + 8 s      |
| 9e | Zoe Bäckstedt      | Royaume-Uni | Canyon-SRAM Racing | + 8 s      |
| 10e | Pfeiffer Georgi    | Royaume-Uni | Team dsm-firmenich | + 8 s      |

| \| Classement général \| Classement général \| Classement général \| Classement général \| Classement général \| \| Coureuse \| Coureuse \| Pays \| Équipe \| Temps \| \| ------------------ \| ------------------ \| ------------------ \| ------------------ \| ------------------ \| \| 1re \| Charlotte Kool \| Pays-Bas \| Team dsm-firmenich \| 3 min 04 s \| \| 2e \| Riejanne Markus \| Pays-Bas \| Team Jumbo-Visma \| + 4 s \| \| 3e \| Lotte Kopecky \| Belgique \| SD Worx \| + 4 s \| \| 4e \| Lorena Wiebes \| Pays-Bas \| SD Worx \| + 5 s \| \| 5e \| Demi Vollering \| Pays-Bas \| SD Worx \| + 6 s \| \| 6e \| Anna Henderson \| Royaume-Uni \| Team Jumbo-Visma \| + 7 s \| \| 7e \| Maike van der Duin \| Pays-Bas \| Canyon-SRAM Racing \| + 7 s \| \| 8e \| Elisa Balsamo \| Italie \| Lidl-Trek \| + 8 s \| \| 9e \| Zoe Bäckstedt \| Royaume-Uni \| Canyon-SRAM Racing \| + 8 s \| \| 10e \| Pfeiffer Georgi \| Royaume-Uni \| Team dsm-firmenich \| + 8 s \| |                    |             |                    |            |
| |                    |             |                    |            |
| |                    |             |                    |            |
| Classement général |                    |             |                    |            |
| Coureuse | Coureuse           | Pays        | Équipe             | Temps      |
| 1re | Charlotte Kool     | Pays-Bas    | Team dsm-firmenich | 3 min 04 s |
| 2e | Riejanne Markus    | Pays-Bas    | Team Jumbo-Visma   | + 4 s      |
| 3e | Lotte Kopecky      | Belgique    | SD Worx            | + 4 s      |
| 4e | Lorena Wiebes      | Pays-Bas    | SD Worx            | + 5 s      |
| 5e | Demi Vollering     | Pays-Bas    | SD Worx            | + 6 s      |
| 6e | Anna Henderson     | Royaume-Uni | Team Jumbo-Visma   | + 7 s      |
| 7e | Maike van der Duin | Pays-Bas    | Canyon-SRAM Racing | + 7 s      |
| 8e | Elisa Balsamo      | Italie      | Lidl-Trek          | + 8 s      |
| 9e | Zoe Bäckstedt      | Royaume-Uni | Canyon-SRAM Racing | + 8 s      |
| 10e | Pfeiffer Georgi    | Royaume-Uni | Team dsm-firmenich | + 8 s      |

### 1reétape
Vers la moitié du premier grand tour, Alice Towers, Quinty Ton et Femke Gerritse sortent du peloton. Elles comptent jusqu'à quarante secondes d'avance. Elles sont reprises. Dans le début du second tour, un autre groupe part. Il s'agit de : Amalie Lutro, Margaux Vigié et Femke de Vries. Elles prennent une minute trente d'avance. Une chute massive a lieu dans le peloton. La formation DSM provoque le regroupement général au niveau du second prix de la montagne. Lucinda Brand tente de sortir, mais on la reprend immédiatement. Avant le passage de la ligne, Femke de Vries attaque de nouveau. Elle est revue aux neuf kilomètres. Quatre kilomètres plus loin, Quinty Ton et Christina Schweinberger attaquent. Elles sont reprises à un kilomètre et demi de la ligne. Le train SD Worx mène le sprint pour Lorena Wiebes, mais c'est Elisa Balsamo qui s'impose.
| \| Classement de l'étape \| Classement de l'étape \| Classement de l'étape \| Classement de l'étape \| Classement de l'étape \| \| Coureuse \| Coureuse \| Pays \| Équipe \| Temps \| \| --------------------- \| ------------------------- \| --------------------- \| ---------------------- \| --------------------- \| \| 1re \| Elisa Balsamo \| Italie \| Lidl-Trek \| 3 h 28 min 45 s \| \| 2e \| Lorena Wiebes \| Pays-Bas \| SD Worx \| + 0 s \| \| 3e \| Charlotte Kool \| Pays-Bas \| Team dsm-firmenich \| + 0 s \| \| 4e \| Arlenis Sierra \| Cuba \| Movistar Team \| + 0 s \| \| 5e \| Maria Giulia Confalonieri \| Italie \| Uno-X Pro Cycling Team \| + 0 s \| \| 6e \| Letizia Paternoster \| Italie \| Team Jayco AlUla \| + 0 s \| \| 7e \| Maike van der Duin \| Pays-Bas \| Canyon-SRAM Racing \| + 0 s \| \| 8e \| Chiara Consonni \| Italie \| UAE Team ADQ \| + 0 s \| \| 9e \| Anna Henderson \| Royaume-Uni \| Team Jumbo-Visma \| + 0 s \| \| 10e \| Ilaria Sanguineti \| Italie \| Lidl-Trek \| + 0 s \| |                           |             |                        |                 |
| |                           |             |                        |                 |
| |                           |             |                        |                 |
| Classement de l'étape |                           |             |                        |                 |
| Coureuse | Coureuse                  | Pays        | Équipe                 | Temps           |
| 1re | Elisa Balsamo             | Italie      | Lidl-Trek              | 3 h 28 min 45 s |
| 2e | Lorena Wiebes             | Pays-Bas    | SD Worx                | + 0 s           |
| 3e | Charlotte Kool            | Pays-Bas    | Team dsm-firmenich     | + 0 s           |
| 4e | Arlenis Sierra            | Cuba        | Movistar Team          | + 0 s           |
| 5e | Maria Giulia Confalonieri | Italie      | Uno-X Pro Cycling Team | + 0 s           |
| 6e | Letizia Paternoster       | Italie      | Team Jayco AlUla       | + 0 s           |
| 7e | Maike van der Duin        | Pays-Bas    | Canyon-SRAM Racing     | + 0 s           |
| 8e | Chiara Consonni           | Italie      | UAE Team ADQ           | + 0 s           |
| 9e | Anna Henderson            | Royaume-Uni | Team Jumbo-Visma       | + 0 s           |
| 10e | Ilaria Sanguineti         | Italie      | Lidl-Trek              | + 0 s           |

| \| Classement général \| Classement général \| Classement général \| Classement général \| Classement général \| \| Coureuse \| Coureuse \| Pays \| Équipe \| Temps \| \| ------------------ \| ------------------ \| ------------------ \| ------------------ \| ------------------ \| \| 1re \| Charlotte Kool \| Pays-Bas \| Team dsm-firmenich \| 3 h 31 min 45 s \| \| 2e \| Elisa Balsamo \| Italie \| Lidl-Trek \| + 2 s \| \| 3e \| Lorena Wiebes \| Pays-Bas \| SD Worx \| + 3 s \| \| 4e \| Riejanne Markus \| Pays-Bas \| Team Jumbo-Visma \| + 8 s \| \| 5e \| Lotte Kopecky \| Belgique \| SD Worx \| + 8 s \| \| 6e \| Demi Vollering \| Pays-Bas \| SD Worx \| + 10 s \| \| 7e \| Anna Henderson \| Royaume-Uni \| Team Jumbo-Visma \| + 11 s \| \| 8e \| Maike van der Duin \| Pays-Bas \| Canyon-SRAM Racing \| + 11 s \| \| 9e \| Zoe Bäckstedt \| Royaume-Uni \| Canyon-SRAM Racing \| + 12 s \| \| 10e \| Pfeiffer Georgi \| Royaume-Uni \| Team dsm-firmenich \| + 12 s \| |                    |             |                    |                 |
| |                    |             |                    |                 |
| |                    |             |                    |                 |
| Classement général |                    |             |                    |                 |
| Coureuse | Coureuse           | Pays        | Équipe             | Temps           |
| 1re | Charlotte Kool     | Pays-Bas    | Team dsm-firmenich | 3 h 31 min 45 s |
| 2e | Elisa Balsamo      | Italie      | Lidl-Trek          | + 2 s           |
| 3e | Lorena Wiebes      | Pays-Bas    | SD Worx            | + 3 s           |
| 4e | Riejanne Markus    | Pays-Bas    | Team Jumbo-Visma   | + 8 s           |
| 5e | Lotte Kopecky      | Belgique    | SD Worx            | + 8 s           |
| 6e | Demi Vollering     | Pays-Bas    | SD Worx            | + 10 s          |
| 7e | Anna Henderson     | Royaume-Uni | Team Jumbo-Visma   | + 11 s          |
| 8e | Maike van der Duin | Pays-Bas    | Canyon-SRAM Racing | + 11 s          |
| 9e | Zoe Bäckstedt      | Royaume-Uni | Canyon-SRAM Racing | + 12 s          |
| 10e | Pfeiffer Georgi    | Royaume-Uni | Team dsm-firmenich | + 12 s          |

### 2eétape
Lotte Kopecky gagne le contre-la-montre, deux secondes devant Riejanne Markus. Elle s'empare de la tête du classement général.
| \| Classement de l'étape \| Classement de l'étape \| Classement de l'étape \| Classement de l'étape \| Classement de l'étape \| \| Coureuse \| Coureuse \| Pays \| Équipe \| Temps \| \| --------------------- \| ----------------------- \| --------------------- \| ------------------------------ \| --------------------- \| \| 1re \| Lotte Kopecky \| Belgique \| SD Worx \| 8 min 59 s \| \| 2e \| Riejanne Markus \| Pays-Bas \| Team Jumbo-Visma \| + 2 s \| \| 3e \| Zoe Bäckstedt \| Royaume-Uni \| Canyon-SRAM Racing \| + 11 s \| \| 4e \| Anna Henderson \| Royaume-Uni \| Team Jumbo-Visma \| + 11 s \| \| 5e \| Christina Schweinberger \| Autriche \| Fenix-Deceuninck \| + 13 s \| \| 6e \| Demi Vollering \| Pays-Bas \| SD Worx \| + 15 s \| \| 7e \| Georgia Baker \| Australie \| Team Jayco AlUla \| + 16 s \| \| 8e \| Lorena Wiebes \| Pays-Bas \| SD Worx \| + 18 s \| \| 9e \| Ally Wollaston \| Nouvelle-Zélande \| AG Insurance-Soudal Quick-Step \| + 19 s \| \| 10e \| Pfeiffer Georgi \| Royaume-Uni \| Team dsm-firmenich \| + 19 s \| |                         |                  |                                |            |
| |                         |                  |                                |            |
| |                         |                  |                                |            |
| Classement de l'étape |                         |                  |                                |            |
| Coureuse | Coureuse                | Pays             | Équipe                         | Temps      |
| 1re | Lotte Kopecky           | Belgique         | SD Worx                        | 8 min 59 s |
| 2e | Riejanne Markus         | Pays-Bas         | Team Jumbo-Visma               | + 2 s      |
| 3e | Zoe Bäckstedt           | Royaume-Uni      | Canyon-SRAM Racing             | + 11 s     |
| 4e | Anna Henderson          | Royaume-Uni      | Team Jumbo-Visma               | + 11 s     |
| 5e | Christina Schweinberger | Autriche         | Fenix-Deceuninck               | + 13 s     |
| 6e | Demi Vollering          | Pays-Bas         | SD Worx                        | + 15 s     |
| 7e | Georgia Baker           | Australie        | Team Jayco AlUla               | + 16 s     |
| 8e | Lorena Wiebes           | Pays-Bas         | SD Worx                        | + 18 s     |
| 9e | Ally Wollaston          | Nouvelle-Zélande | AG Insurance-Soudal Quick-Step | + 19 s     |
| 10e | Pfeiffer Georgi         | Royaume-Uni      | Team dsm-firmenich             | + 19 s     |

| \| Classement général \| Classement général \| Classement général \| Classement général \| Classement général \| \| Coureuse \| Coureuse \| Pays \| Équipe \| Temps \| \| ------------------ \| ----------------------- \| ------------------ \| ------------------------------ \| ------------------ \| \| 1re \| Lotte Kopecky \| Belgique \| SD Worx \| 3 h 40 min 52 s \| \| 2e \| Riejanne Markus \| Pays-Bas \| Team Jumbo-Visma \| + 2 s \| \| 3e \| Lorena Wiebes \| Pays-Bas \| SD Worx \| + 13 s \| \| 4e \| Anna Henderson \| Royaume-Uni \| Team Jumbo-Visma \| + 14 s \| \| 5e \| Zoe Bäckstedt \| Royaume-Uni \| Canyon-SRAM Racing \| + 15 s \| \| 6e \| Demi Vollering \| Pays-Bas \| SD Worx \| + 17 s \| \| 7e \| Christina Schweinberger \| Autriche \| Fenix-Deceuninck \| + 19 s \| \| 8e \| Pfeiffer Georgi \| Royaume-Uni \| Team dsm-firmenich \| + 23 s \| \| 9e \| Georgia Baker \| Australie \| Team Jayco AlUla \| + 23 s \| \| 10e \| Ally Wollaston \| Nouvelle-Zélande \| AG Insurance-Soudal Quick-Step \| + 25 s \| |                         |                  |                                |                 |
| |                         |                  |                                |                 |
| |                         |                  |                                |                 |
| Classement général |                         |                  |                                |                 |
| Coureuse | Coureuse                | Pays             | Équipe                         | Temps           |
| 1re | Lotte Kopecky           | Belgique         | SD Worx                        | 3 h 40 min 52 s |
| 2e | Riejanne Markus         | Pays-Bas         | Team Jumbo-Visma               | + 2 s           |
| 3e | Lorena Wiebes           | Pays-Bas         | SD Worx                        | + 13 s          |
| 4e | Anna Henderson          | Royaume-Uni      | Team Jumbo-Visma               | + 14 s          |
| 5e | Zoe Bäckstedt           | Royaume-Uni      | Canyon-SRAM Racing             | + 15 s          |
| 6e | Demi Vollering          | Pays-Bas         | SD Worx                        | + 17 s          |
| 7e | Christina Schweinberger | Autriche         | Fenix-Deceuninck               | + 19 s          |
| 8e | Pfeiffer Georgi         | Royaume-Uni      | Team dsm-firmenich             | + 23 s          |
| 9e | Georgia Baker           | Australie        | Team Jayco AlUla               | + 23 s          |
| 10e | Ally Wollaston          | Nouvelle-Zélande | AG Insurance-Soudal Quick-Step | + 25 s          |

### 3eétape
Anneke Dijkstra, Scarlett Souren et Julie Sap forment la première échappée. Elles ont jusqu'à huit minutes d'avance, mais sont reprises à dix kilomètres de l'arrivée. Charlotte Kool remporte le sprint.
| \| Classement de l'étape \| Classement de l'étape \| Classement de l'étape \| Classement de l'étape \| Classement de l'étape \| \| Coureuse \| Coureuse \| Pays \| Équipe \| Temps \| \| --------------------- \| ----------------------- \| --------------------- \| ------------------------------ \| --------------------- \| \| 1re \| Charlotte Kool \| Pays-Bas \| Team dsm-firmenich \| 3 h 38 min 02 s \| \| 2e \| Lorena Wiebes \| Pays-Bas \| SD Worx \| + 0 s \| \| 3e \| Elisa Balsamo \| Italie \| Lidl-Trek \| + 0 s \| \| 4e \| Letizia Paternoster \| Italie \| Team Jayco AlUla \| + 0 s \| \| 5e \| Maike van der Duin \| Pays-Bas \| Canyon-SRAM Racing \| + 0 s \| \| 6e \| Maggie Coles-Lyster \| Canada \| Israel-Premier Tech Roland \| + 0 s \| \| 7e \| Arlenis Sierra \| Cuba \| Movistar Team \| + 0 s \| \| 8e \| Christina Schweinberger \| Autriche \| Fenix-Deceuninck \| + 0 s \| \| 9e \| Katrijn De Clercq \| Belgique \| Lotto Dstny Ladies \| + 0 s \| \| 10e \| Marthe Goossens \| Belgique \| AG Insurance-Soudal Quick-Step \| + 0 s \| |                         |          |                                |                 |
| |                         |          |                                |                 |
| |                         |          |                                |                 |
| Classement de l'étape |                         |          |                                |                 |
| Coureuse | Coureuse                | Pays     | Équipe                         | Temps           |
| 1re | Charlotte Kool          | Pays-Bas | Team dsm-firmenich             | 3 h 38 min 02 s |
| 2e | Lorena Wiebes           | Pays-Bas | SD Worx                        | + 0 s           |
| 3e | Elisa Balsamo           | Italie   | Lidl-Trek                      | + 0 s           |
| 4e | Letizia Paternoster     | Italie   | Team Jayco AlUla               | + 0 s           |
| 5e | Maike van der Duin      | Pays-Bas | Canyon-SRAM Racing             | + 0 s           |
| 6e | Maggie Coles-Lyster     | Canada   | Israel-Premier Tech Roland     | + 0 s           |
| 7e | Arlenis Sierra          | Cuba     | Movistar Team                  | + 0 s           |
| 8e | Christina Schweinberger | Autriche | Fenix-Deceuninck               | + 0 s           |
| 9e | Katrijn De Clercq       | Belgique | Lotto Dstny Ladies             | + 0 s           |
| 10e | Marthe Goossens         | Belgique | AG Insurance-Soudal Quick-Step | + 0 s           |

| \| Classement général \| Classement général \| Classement général \| Classement général \| Classement général \| \| Coureuse \| Coureuse \| Pays \| Équipe \| Temps \| \| ------------------ \| ----------------------- \| ------------------ \| ------------------ \| ------------------ \| \| 1re \| Lotte Kopecky \| Belgique \| SD Worx \| 7 h 18 min 54 s \| \| 2e \| Riejanne Markus \| Pays-Bas \| Team Jumbo-Visma \| + 2 s \| \| 3e \| Lorena Wiebes \| Pays-Bas \| SD Worx \| + 7 s \| \| 4e \| Anna Henderson \| Royaume-Uni \| Team Jumbo-Visma \| + 14 s \| \| 5e \| Zoe Bäckstedt \| Royaume-Uni \| Canyon-SRAM Racing \| + 15 s \| \| 6e \| Charlotte Kool \| Pays-Bas \| Team dsm-firmenich \| + 15 s \| \| 7e \| Demi Vollering \| Pays-Bas \| SD Worx \| + 17 s \| \| 8e \| Christina Schweinberger \| Autriche \| Fenix-Deceuninck \| + 19 s \| \| 9e \| Pfeiffer Georgi \| Royaume-Uni \| Team dsm-firmenich \| + 23 s \| \| 10e \| Georgia Baker \| Australie \| Team Jayco AlUla \| + 23 s \| |                         |             |                    |                 |
| |                         |             |                    |                 |
| |                         |             |                    |                 |
| Classement général |                         |             |                    |                 |
| Coureuse | Coureuse                | Pays        | Équipe             | Temps           |
| 1re | Lotte Kopecky           | Belgique    | SD Worx            | 7 h 18 min 54 s |
| 2e | Riejanne Markus         | Pays-Bas    | Team Jumbo-Visma   | + 2 s           |
| 3e | Lorena Wiebes           | Pays-Bas    | SD Worx            | + 7 s           |
| 4e | Anna Henderson          | Royaume-Uni | Team Jumbo-Visma   | + 14 s          |
| 5e | Zoe Bäckstedt           | Royaume-Uni | Canyon-SRAM Racing | + 15 s          |
| 6e | Charlotte Kool          | Pays-Bas    | Team dsm-firmenich | + 15 s          |
| 7e | Demi Vollering          | Pays-Bas    | SD Worx            | + 17 s          |
| 8e | Christina Schweinberger | Autriche    | Fenix-Deceuninck   | + 19 s          |
| 9e | Pfeiffer Georgi         | Royaume-Uni | Team dsm-firmenich | + 23 s          |
| 10e | Georgia Baker           | Australie   | Team Jayco AlUla   | + 23 s          |

### 4eétape
Riejanne Markus doit abandonner la course sur chute. Ruby Roseman-Gannon, Charlotte Kool, Maike van der Duin et Barbara Guarischi forment le premier groupe de tête. À cinquante-quatre kilomètres du but, Annemiek van Vleuten attaque. Elle emmène avec elle les autres favorites et elles reviennent sur l'avant. Van Vleuten sort à deux reprises ensuite, mais la SD Worx contrôle. Katarzyna Niewiadoma et Pfeiffer Georgi s'échappent. Un peloton se reforme. Le duo de tête est repris à vingt-huit kilomètres de la ligne. Un nouveau groupe de tête se forme avec Brodie Chapman, Francesca Barale, Letizia Paternoster, Jelena Erić, Elena Cecchini et Zoe Bäckstedt. Dans la seconde ascension du Cauberg, Erić, Barale et Cecchini forcent l'allure, mais elles sont reprises peu après par le peloton. À huit kilomètres de la fin, Floortje Mackaij attaque avec Cecchini. Elise Uijen, Shirin van Anrooij et Quinty Schoens reviennent sur l'avant. À cinq kilomètres du but, Mackaij sort seule. Elle est reprise dans le Cauberg par l'accélération de Niewiedoma. Elle a dans sa roue Lotte Kopecky et Lorena Wiebes. Kopecky gagne le sprint.
| \| Classement de l'étape \| Classement de l'étape \| Classement de l'étape \| Classement de l'étape \| Classement de l'étape \| \| Coureuse \| Coureuse \| Pays \| Équipe \| Temps \| \| --------------------- \| --------------------- \| --------------------- \| --------------------- \| --------------------- \| \| 1re \| Lotte Kopecky \| Belgique \| SD Worx \| 3 h 24 min 17 s \| \| 2e \| Lorena Wiebes \| Pays-Bas \| SD Worx \| + 0 s \| \| 3e \| Katarzyna Niewiadoma \| Pologne \| Canyon-SRAM Racing \| + 0 s \| \| 4e \| Sofia Bertizzolo \| Italie \| UAE Team ADQ \| + 10 s \| \| 5e \| Anna Henderson \| Royaume-Uni \| Team Jumbo-Visma \| + 13 s \| \| 6e \| Shirin van Anrooij \| Pays-Bas \| Lidl-Trek \| + 13 s \| \| 7e \| Annemiek van Vleuten \| Pays-Bas \| Movistar Team \| + 13 s \| \| 8e \| Pfeiffer Georgi \| Royaume-Uni \| Team dsm-firmenich \| + 13 s \| \| 9e \| Zoe Bäckstedt \| Royaume-Uni \| Canyon-SRAM Racing \| + 21 s \| \| 10e \| Karlijn Swinkels \| Pays-Bas \| Team Jumbo-Visma \| + 21 s \| |                      |             |                    |                 |
| |                      |             |                    |                 |
| |                      |             |                    |                 |
| Classement de l'étape |                      |             |                    |                 |
| Coureuse | Coureuse             | Pays        | Équipe             | Temps           |
| 1re | Lotte Kopecky        | Belgique    | SD Worx            | 3 h 24 min 17 s |
| 2e | Lorena Wiebes        | Pays-Bas    | SD Worx            | + 0 s           |
| 3e | Katarzyna Niewiadoma | Pologne     | Canyon-SRAM Racing | + 0 s           |
| 4e | Sofia Bertizzolo     | Italie      | UAE Team ADQ       | + 10 s          |
| 5e | Anna Henderson       | Royaume-Uni | Team Jumbo-Visma   | + 13 s          |
| 6e | Shirin van Anrooij   | Pays-Bas    | Lidl-Trek          | + 13 s          |
| 7e | Annemiek van Vleuten | Pays-Bas    | Movistar Team      | + 13 s          |
| 8e | Pfeiffer Georgi      | Royaume-Uni | Team dsm-firmenich | + 13 s          |
| 9e | Zoe Bäckstedt        | Royaume-Uni | Canyon-SRAM Racing | + 21 s          |
| 10e | Karlijn Swinkels     | Pays-Bas    | Team Jumbo-Visma   | + 21 s          |

| \| Classement général \| Classement général \| Classement général \| Classement général \| Classement général \| \| Coureuse \| Coureuse \| Pays \| Équipe \| Temps \| \| ------------------ \| ----------------------- \| ------------------ \| ------------------ \| ------------------ \| \| 1re \| Lotte Kopecky \| Belgique \| SD Worx \| 10 h 43 min 01 s \| \| 2e \| Lorena Wiebes \| Pays-Bas \| SD Worx \| + 11 s \| \| 3e \| Anna Henderson \| Royaume-Uni \| Team Jumbo-Visma \| + 37 s \| \| 4e \| Pfeiffer Georgi \| Royaume-Uni \| Team dsm-firmenich \| + 46 s \| \| 5e \| Zoe Bäckstedt \| Royaume-Uni \| Canyon-SRAM Racing \| + 46 s \| \| 6e \| Katarzyna Niewiadoma \| Pologne \| Canyon-SRAM Racing \| + 48 s \| \| 7e \| Annemiek van Vleuten \| Pays-Bas \| Movistar Team \| + 57 s \| \| 8e \| Karlijn Swinkels \| Pays-Bas \| Team Jumbo-Visma \| + 57 s \| \| 9e \| Christina Schweinberger \| Autriche \| Fenix-Deceuninck \| + 58 s \| \| 10e \| Shirin van Anrooij \| Pays-Bas \| Lidl-Trek \| + 1 min 04 s \| |                         |             |                    |                  |
| |                         |             |                    |                  |
| |                         |             |                    |                  |
| Classement général |                         |             |                    |                  |
| Coureuse | Coureuse                | Pays        | Équipe             | Temps            |
| 1re | Lotte Kopecky           | Belgique    | SD Worx            | 10 h 43 min 01 s |
| 2e | Lorena Wiebes           | Pays-Bas    | SD Worx            | + 11 s           |
| 3e | Anna Henderson          | Royaume-Uni | Team Jumbo-Visma   | + 37 s           |
| 4e | Pfeiffer Georgi         | Royaume-Uni | Team dsm-firmenich | + 46 s           |
| 5e | Zoe Bäckstedt           | Royaume-Uni | Canyon-SRAM Racing | + 46 s           |
| 6e | Katarzyna Niewiadoma    | Pologne     | Canyon-SRAM Racing | + 48 s           |
| 7e | Annemiek van Vleuten    | Pays-Bas    | Movistar Team      | + 57 s           |
| 8e | Karlijn Swinkels        | Pays-Bas    | Team Jumbo-Visma   | + 57 s           |
| 9e | Christina Schweinberger | Autriche    | Fenix-Deceuninck   | + 58 s           |
| 10e | Shirin van Anrooij      | Pays-Bas    | Lidl-Trek          | + 1 min 04 s     |

### 5eétape
Aude Biannic attaque. Elle est suivie par Lotte Kopecky et vingt autres coureuses. Elles ne sont plus reprises. Toutefois, un groupe de poursuite d'une dizaine de coureuses parvient à rentrer sur l'avant. À trois tours de la fin, Niewiadoma part en solitaire. Dans le final, Mackaij puis Roseman-Gannon tentent de revenir sur Niewiadoma, mais sans succès. Cette dernière est reprise aux deux kilomètres. Lorena Wiebes gagne le sprint.
| \| Classement de l'étape \| Classement de l'étape \| Classement de l'étape \| Classement de l'étape \| Classement de l'étape \| \| Coureuse \| Coureuse \| Pays \| Équipe \| Temps \| \| --------------------- \| ----------------------- \| --------------------- \| ---------------------- \| --------------------- \| \| 1re \| Lorena Wiebes \| Pays-Bas \| SD Worx \| 3 h 44 min 53 s \| \| 2e \| Elisa Balsamo \| Italie \| Lidl-Trek \| + 0 s \| \| 3e \| Lotte Kopecky \| Belgique \| SD Worx \| + 0 s \| \| 4e \| Ruby Roseman-Gannon \| Australie \| Team Jayco AlUla \| + 0 s \| \| 5e \| Pfeiffer Georgi \| Royaume-Uni \| Team dsm-firmenich \| + 0 s \| \| 6e \| Anniina Ahtosalo \| Finlande \| Uno-X Pro Cycling Team \| + 0 s \| \| 7e \| Christina Schweinberger \| Autriche \| Fenix-Deceuninck \| + 0 s \| \| 8e \| Zoe Bäckstedt \| Royaume-Uni \| Canyon-SRAM Racing \| + 0 s \| \| 9e \| Anna Henderson \| Royaume-Uni \| Team Jumbo-Visma \| + 0 s \| \| 10e \| Sofia Bertizzolo \| Italie \| UAE Team ADQ \| + 3 s \| |                         |             |                        |                 |
| |                         |             |                        |                 |
| |                         |             |                        |                 |
| Classement de l'étape |                         |             |                        |                 |
| Coureuse | Coureuse                | Pays        | Équipe                 | Temps           |
| 1re | Lorena Wiebes           | Pays-Bas    | SD Worx                | 3 h 44 min 53 s |
| 2e | Elisa Balsamo           | Italie      | Lidl-Trek              | + 0 s           |
| 3e | Lotte Kopecky           | Belgique    | SD Worx                | + 0 s           |
| 4e | Ruby Roseman-Gannon     | Australie   | Team Jayco AlUla       | + 0 s           |
| 5e | Pfeiffer Georgi         | Royaume-Uni | Team dsm-firmenich     | + 0 s           |
| 6e | Anniina Ahtosalo        | Finlande    | Uno-X Pro Cycling Team | + 0 s           |
| 7e | Christina Schweinberger | Autriche    | Fenix-Deceuninck       | + 0 s           |
| 8e | Zoe Bäckstedt           | Royaume-Uni | Canyon-SRAM Racing     | + 0 s           |
| 9e | Anna Henderson          | Royaume-Uni | Team Jumbo-Visma       | + 0 s           |
| 10e | Sofia Bertizzolo        | Italie      | UAE Team ADQ           | + 3 s           |

## Classements finals

### Classement général final
| \| Classement général \| Classement général \| Classement général \| Classement général \| Classement général \| \| Coureuse \| Coureuse \| Pays \| Équipe \| Temps \| \| ------------------ \| ----------------------- \| ------------------ \| ------------------ \| ------------------ \| \| 1re \| Lotte Kopecky \| Belgique \| SD Worx \| 14 h 27 min 50 s \| \| 2e \| Lorena Wiebes \| Pays-Bas \| SD Worx \| + 5 s \| \| 3e \| Anna Henderson \| Royaume-Uni \| Team Jumbo-Visma \| + 41 s \| \| 4e \| Pfeiffer Georgi \| Royaume-Uni \| Team dsm-firmenich \| + 50 s \| \| 5e \| Zoe Bäckstedt \| Royaume-Uni \| Canyon-SRAM Racing \| + 50 s \| \| 6e \| Katarzyna Niewiadoma \| Pologne \| Canyon-SRAM Racing \| + 55 s \| \| 7e \| Christina Schweinberger \| Autriche \| Fenix-Deceuninck \| + 1 min 02 s \| \| 8e \| Karlijn Swinkels \| Pays-Bas \| Team Jumbo-Visma \| + 1 min 04 s \| \| 9e \| Shirin van Anrooij \| Pays-Bas \| Lidl-Trek \| + 1 min 16 s \| \| 10e \| Yara Kastelijn \| Pays-Bas \| Fenix-Deceuninck \| + 1 min 33 s \| |                         |             |                    |                  |
| |                         |             |                    |                  |
| |                         |             |                    |                  |
| Classement général |                         |             |                    |                  |
| Coureuse | Coureuse                | Pays        | Équipe             | Temps            |
| 1re | Lotte Kopecky           | Belgique    | SD Worx            | 14 h 27 min 50 s |
| 2e | Lorena Wiebes           | Pays-Bas    | SD Worx            | + 5 s            |
| 3e | Anna Henderson          | Royaume-Uni | Team Jumbo-Visma   | + 41 s           |
| 4e | Pfeiffer Georgi         | Royaume-Uni | Team dsm-firmenich | + 50 s           |
| 5e | Zoe Bäckstedt           | Royaume-Uni | Canyon-SRAM Racing | + 50 s           |
| 6e | Katarzyna Niewiadoma    | Pologne     | Canyon-SRAM Racing | + 55 s           |
| 7e | Christina Schweinberger | Autriche    | Fenix-Deceuninck   | + 1 min 02 s     |
| 8e | Karlijn Swinkels        | Pays-Bas    | Team Jumbo-Visma   | + 1 min 04 s     |
| 9e | Shirin van Anrooij      | Pays-Bas    | Lidl-Trek          | + 1 min 16 s     |
| 10e | Yara Kastelijn          | Pays-Bas    | Fenix-Deceuninck   | + 1 min 33 s     |

### UCI World Tour

#### Points attribués
| Position                  | 1er | 2e  | 3e  | 4e  | 5e  | 6e  | 7e  | 8e  | 9e | 10e | 11e | 12e | 13e | 14e | 15e | 16e à 20e | 21e à 30e | 31e à 40e |  |  |
| Classement général        | 400 | 320 | 260 | 220 | 180 | 140 | 120 | 100 | 80 | 68  | 56  | 48  | 40  | 32  | 28  | 24        | 16        | 8         |  |  |
| Étapes et demi-étapes     | 50  | 40  | 30  | 25  | 20  | 18  | 15  | 10  | 8  | 6   |     |     |     |     |     |           |           |           |  |  |
| Port du maillot de leader | 8   |     |     |     |     |     |     |     |    |     |     |     |     |     |     |           |           |           |  |  |

### Classements annexes
| Classement par points | Classement par points   | Classement par points | Classement par points | Classement par points |
| Coureuse              | Coureuse                | Pays                  | Équipe                | Points                |
| --------------------- | ----------------------- | --------------------- | --------------------- | --------------------- |
| 1re                   | Lorena Wiebes           | Pays-Bas              | SD Worx               | 107 pts               |
| 2e                    | Lotte Kopecky           | Belgique              | SD Worx               | 89 pts                |
| 3e                    | Elisa Balsamo           | Italie                | Lidl-Trek             | 69 pts                |
| 4e                    | Charlotte Kool          | Pays-Bas              | Team dsm-firmenich    | 66 pts                |
| 5e                    | Anna Henderson          | Royaume-Uni           | Team Jumbo-Visma      | 50 pts                |
| 6e                    | Zoe Bäckstedt           | Royaume-Uni           | Canyon-SRAM Racing    | 38 pts                |
| 7e                    | Pfeiffer Georgi         | Royaume-Uni           | Team dsm-firmenich    | 32 pts                |
| 8e                    | Christina Schweinberger | Autriche              | Fenix-Deceuninck      | 30 pts                |
| 9e                    | Maike van der Duin      | Pays-Bas              | Canyon-SRAM Racing    | 30 pts                |
| 10e                   | Letizia Paternoster     | Italie                | Team Jayco AlUla      | 24 pts                |

| Classement par points | Classement par points   | Classement par points | Classement par points | Classement par points |
| Coureuse              | Coureuse                | Pays                  | Équipe                | Points                |
| --------------------- | ----------------------- | --------------------- | --------------------- | --------------------- |
| 1re                   | Lorena Wiebes           | Pays-Bas              | SD Worx               | 107 pts               |
| 2e                    | Lotte Kopecky           | Belgique              | SD Worx               | 89 pts                |
| 3e                    | Elisa Balsamo           | Italie                | Lidl-Trek             | 69 pts                |
| 4e                    | Charlotte Kool          | Pays-Bas              | Team dsm-firmenich    | 66 pts                |
| 5e                    | Anna Henderson          | Royaume-Uni           | Team Jumbo-Visma      | 50 pts                |
| 6e                    | Zoe Bäckstedt           | Royaume-Uni           | Canyon-SRAM Racing    | 38 pts                |
| 7e                    | Pfeiffer Georgi         | Royaume-Uni           | Team dsm-firmenich    | 32 pts                |
| 8e                    | Christina Schweinberger | Autriche              | Fenix-Deceuninck      | 30 pts                |
| 9e                    | Maike van der Duin      | Pays-Bas              | Canyon-SRAM Racing    | 30 pts                |
| 10e                   | Letizia Paternoster     | Italie                | Team Jayco AlUla      | 24 pts                |

| Classement de la montagne | Classement de la montagne | Classement de la montagne | Classement de la montagne | Classement de la montagne |
| Coureuse                  | Coureuse                  | Pays                      | Équipe                    | Points                    |
| ------------------------- | ------------------------- | ------------------------- | ------------------------- | ------------------------- |
| 1re                       | Karlijn Swinkels          | Pays-Bas                  | Team Jumbo-Visma          | 18 pts                    |
| 2e                        | Femke Gerritse            | Pays-Bas                  | Parkhotel Valkenburg      | 16 pts                    |
| 3e                        | Brodie Chapman            | Australie                 | Lidl-Trek                 | 8 pts                     |
| 4e                        | Lieke Nooijen             | Pays-Bas                  | Parkhotel Valkenburg      | 8 pts                     |
| 5e                        | Katarzyna Niewiadoma      | Pologne                   | Canyon-SRAM Racing        | 7 pts                     |
| 6e                        | Maria Giulia Confalonieri | Italie                    | Uno-X Pro Cycling Team    | 6 pts                     |
| 7e                        | Lotte Kopecky             | Belgique                  | SD Worx                   | 5 pts                     |
| 8e                        | Floortje Mackaij          | Pays-Bas                  | Movistar Team             | 5 pts                     |
| 9e                        | Lauretta Hanson           | Australie                 | Lidl-Trek                 | 5 pts                     |
| 10e                       | Quinty Ton                | Pays-Bas                  | Liv Racing TeqFind        | 5 pts                     |

| Classement de la montagne | Classement de la montagne | Classement de la montagne | Classement de la montagne | Classement de la montagne |
| Coureuse                  | Coureuse                  | Pays                      | Équipe                    | Points                    |
| ------------------------- | ------------------------- | ------------------------- | ------------------------- | ------------------------- |
| 1re                       | Karlijn Swinkels          | Pays-Bas                  | Team Jumbo-Visma          | 18 pts                    |
| 2e                        | Femke Gerritse            | Pays-Bas                  | Parkhotel Valkenburg      | 16 pts                    |
| 3e                        | Brodie Chapman            | Australie                 | Lidl-Trek                 | 8 pts                     |
| 4e                        | Lieke Nooijen             | Pays-Bas                  | Parkhotel Valkenburg      | 8 pts                     |
| 5e                        | Katarzyna Niewiadoma      | Pologne                   | Canyon-SRAM Racing        | 7 pts                     |
| 6e                        | Maria Giulia Confalonieri | Italie                    | Uno-X Pro Cycling Team    | 6 pts                     |
| 7e                        | Lotte Kopecky             | Belgique                  | SD Worx                   | 5 pts                     |
| 8e                        | Floortje Mackaij          | Pays-Bas                  | Movistar Team             | 5 pts                     |
| 9e                        | Lauretta Hanson           | Australie                 | Lidl-Trek                 | 5 pts                     |
| 10e                       | Quinty Ton                | Pays-Bas                  | Liv Racing TeqFind        | 5 pts                     |

| Classement du meilleur jeune | Classement du meilleur jeune | Classement du meilleur jeune | Classement du meilleur jeune   | Classement du meilleur jeune |
| Coureuse                     | Coureuse                     | Pays                         | Équipe                         | Temps                        |
| ---------------------------- | ---------------------------- | ---------------------------- | ------------------------------ | ---------------------------- |
| 1re                          | Zoe Bäckstedt                | Royaume-Uni                  | Canyon-SRAM Racing             | 14 h 28 min 40 s             |
| 2e                           | Shirin van Anrooij           | Pays-Bas                     | Lidl-Trek                      | + 26 s                       |
| 3e                           | Maud Rijnbeek                | Pays-Bas                     | AG Insurance-Soudal Quick-Step | + 2 min 15 s                 |
| 4e                           | Marthe Goossens              | Belgique                     | AG Insurance-Soudal Quick-Step | + 5 min 31 s                 |
| 5e                           | Femke Gerritse               | Pays-Bas                     | Parkhotel Valkenburg           | + 8 min 36 s                 |
| 6e                           | Maike van der Duin           | Pays-Bas                     | Canyon-SRAM Racing             | + 10 min 36 s                |
| 7e                           | Anniina Ahtosalo             | Finlande                     | Uno-X Pro Cycling Team         | + 10 min 56 s                |
| 8e                           | Maud Oudeman                 | Pays-Bas                     | Team Jumbo-Visma               | + 16 min 00 s                |
| 9e                           | Neve Bradbury                | Australie                    | Canyon-SRAM Racing             | + 19 min 07 s                |
| 10e                          | Lieke Nooijen                | Pays-Bas                     | Parkhotel Valkenburg           | + 20 min 49 s                |

| Classement du meilleur jeune | Classement du meilleur jeune | Classement du meilleur jeune | Classement du meilleur jeune   | Classement du meilleur jeune |
| Coureuse                     | Coureuse                     | Pays                         | Équipe                         | Temps                        |
| ---------------------------- | ---------------------------- | ---------------------------- | ------------------------------ | ---------------------------- |
| 1re                          | Zoe Bäckstedt                | Royaume-Uni                  | Canyon-SRAM Racing             | 14 h 28 min 40 s             |
| 2e                           | Shirin van Anrooij           | Pays-Bas                     | Lidl-Trek                      | + 26 s                       |
| 3e                           | Maud Rijnbeek                | Pays-Bas                     | AG Insurance-Soudal Quick-Step | + 2 min 15 s                 |
| 4e                           | Marthe Goossens              | Belgique                     | AG Insurance-Soudal Quick-Step | + 5 min 31 s                 |
| 5e                           | Femke Gerritse               | Pays-Bas                     | Parkhotel Valkenburg           | + 8 min 36 s                 |
| 6e                           | Maike van der Duin           | Pays-Bas                     | Canyon-SRAM Racing             | + 10 min 36 s                |
| 7e                           | Anniina Ahtosalo             | Finlande                     | Uno-X Pro Cycling Team         | + 10 min 56 s                |
| 8e                           | Maud Oudeman                 | Pays-Bas                     | Team Jumbo-Visma               | + 16 min 00 s                |
| 9e                           | Neve Bradbury                | Australie                    | Canyon-SRAM Racing             | + 19 min 07 s                |
| 10e                          | Lieke Nooijen                | Pays-Bas                     | Parkhotel Valkenburg           | + 20 min 49 s                |

| Classement par équipes | Classement par équipes                | Classement par équipes | Classement par équipes |
| Équipe                 | Équipe                                | Pays                   | Temps                  |
| ---------------------- | ------------------------------------- | ---------------------- | ---------------------- |
| 1re                    | Lidl-Trek                             | États-Unis             | 43 h 28 min 19 s       |
| 2e                     | SD Worx                               | Pays-Bas               | + 18 s                 |
| 3e                     | Canyon-SRAM Racing                    | Allemagne              | + 1 min 29 s           |
| 4e                     | Movistar Team                         | Espagne                | + 4 min 34 s           |
| 5e                     | Team Jumbo-Visma                      | Pays-Bas               | + 12 min 41 s          |
| 6e                     | Uno-X Pro Cycling Team                | Norvège                | + 12 min 55 s          |
| 7e                     | Fenix-Deceuninck                      | Belgique               | + 13 min 52 s          |
| 8e                     | AG Insurance - Soudal Quick-Step Team | Belgique               | + 13 min 57 s          |
| 9e                     | Liv Racing TeqFind                    | Pays-Bas               | + 15 min 09 s          |
| 10e                    | Team Jayco AlUla                      | Australie              | + 18 min 43 s          |

| Classement par équipes | Classement par équipes                | Classement par équipes | Classement par équipes |
| Équipe                 | Équipe                                | Pays                   | Temps                  |
| ---------------------- | ------------------------------------- | ---------------------- | ---------------------- |
| 1re                    | Lidl-Trek                             | États-Unis             | 43 h 28 min 19 s       |
| 2e                     | SD Worx                               | Pays-Bas               | + 18 s                 |
| 3e                     | Canyon-SRAM Racing                    | Allemagne              | + 1 min 29 s           |
| 4e                     | Movistar Team                         | Espagne                | + 4 min 34 s           |
| 5e                     | Team Jumbo-Visma                      | Pays-Bas               | + 12 min 41 s          |
| 6e                     | Uno-X Pro Cycling Team                | Norvège                | + 12 min 55 s          |
| 7e                     | Fenix-Deceuninck                      | Belgique               | + 13 min 52 s          |
| 8e                     | AG Insurance - Soudal Quick-Step Team | Belgique               | + 13 min 57 s          |
| 9e                     | Liv Racing TeqFind                    | Pays-Bas               | + 15 min 09 s          |
| 10e                    | Team Jayco AlUla                      | Australie              | + 18 min 43 s          |

## Évolution des classements
| Étape              |                             | Vainqueur _    | Classement général | Classement par points | Meilleure grimpeuse | Meilleure jeune    | Meilleure équipe _ |
| ------------------ | --------------------------- | -------------- | ------------------ | --------------------- | ------------------- | ------------------ | ------------------ |
| Prologue           | prologue                    | Charlotte Kool | Charlotte Kool     | Charlotte Kool        | non attribué        | Maike van der Duin | SD Worx            |
| 1re étape          | étape de plaine             | Elisa Balsamo  | Charlotte Kool     | Charlotte Kool        | Lieke Nooijen       | Maike van der Duin | SD Worx            |
| 2e étape           | contre-la-montre individuel | Lotte Kopecky  | Lotte Kopecky      | Lotte Kopecky         | Lieke Nooijen       | Zoe Bäckstedt      | SD Worx            |
| 3e étape           | étape de plaine             | Charlotte Kool | Lotte Kopecky      | Charlotte Kool        | Lieke Nooijen       | Zoe Bäckstedt      | SD Worx            |
| 4e étape           | étape vallonnée             | Lotte Kopecky  | Lotte Kopecky      | Lorena Wiebes         | Femke Gerritse      | Zoe Bäckstedt      | SD Worx            |
| 5e étape           | étape vallonnée             | Lorena Wiebes  | Lotte Kopecky      | Lorena Wiebes         | Karlijn Swinkels    | Zoe Bäckstedt      | Lidl-Trek          |
| Classements finals | Classements finals          |                | Lotte Kopecky      | Lorena Wiebes         | Karlijn Swinkels    | Zoe Bäckstedt      | Lidl-Trek          |

## Liste des participantes
| Légende                                          | Légende                                                                                              | Légende                                | Légende |
| ------------------------------------------------ | --- | -------------------------------------- | --- |
| Num                                              | Dossard de départ porté par la coureuse sur ce Simac Ladies Tour                                     | Pos                                    | Position finale au classement général                                                                         |
| Leader du classement général                     | Indique la vainqueur du classement général                                                           | Leader du classement par points        | Indique la vainqueur du classement par points                                                                 |
| Leader du classement de la montagne              | Indique la vainqueur du classement de la montagne                                                    | Leader du classement du meilleur jeune | Indique la vainqueur du classement de la meilleure jeune                                                      |
| Coureur élu combatif lors de la précédente étape | Indique la coureuse la plus combative                                                                |                                        | Indique un maillot de champion national ou mondial, suivi de sa spécialité                                    |
| #                                                | Indique la meilleure équipe                                                                          | NP                                     | Indique une coureuse qui n'a pas pris le départ d'une étape, suivi du numéro de l'étape où elle s'est retirée |
| AB                                               | Indique une coureuse qui n'a pas terminé une étape, suivi du numéro de l'étape où elle s'est retirée | HD                                     | Indique un coureuse qui a terminé une étape hors des délais, suivi du numéro de l'étape                       |
| DSQ                                              | Indique un coureur qui a été disqualifié de la course, suivi du numéro de l'étape                    | *                                      | Indique un coureuse en lice pour le classement de la meilleure jeune (coureuses nées après le )               |

| SD Worx SDW | SD Worx SDW             | SD Worx SDW |
| ----------- | ----------------------- | ----------- |
| Num         | Coureuse                | Pos         |
| 1           | Lotte Kopecky (BEL)     | 1re         |
| 2           | Lorena Wiebes (NED)     | 2e          |
| 3           | Mischa Bredewold (NED)  | 22e         |
| 4           | Elena Cecchini (ITA)    | 27e         |
| 5           | Barbara Guarischi (ITA) | 42e         |
| 6           | Femke Markus (NED)      | 62e         |
| 7           | Demi Vollering (NED)    | AB-4        |

| Movistar Team MOV | Movistar Team MOV          | Movistar Team MOV |
| ----------------- | -------------------------- | ----------------- |
| Num               | Coureuse                   | Pos               |
| 11                | Annemiek van Vleuten (NED) | 23e               |
| 12                | Aude Biannic (FRA)         | 19e               |
| 13                | Jelena Erić (SRB)          | 25e               |
| 14                | Alicia González (ESP)      | AB-5              |
| 15                | Floortje Mackaij (NED)     | 12e               |
| 16                | Lourdes Oyarbide (ESP)     | AB-5              |
| 17                | Arlenis Sierra (CUB)       | 26e               |

| Team Jumbo-Visma TJV | Team Jumbo-Visma TJV   | Team Jumbo-Visma TJV |
| -------------------- | ---------------------- | -------------------- |
| Num                  | Coureuse               | Pos                  |
| 22                   | Anna Henderson (GBR)   | 3e                   |
| 24                   | Riejanne Markus (NED)  | AB-4                 |
| 25                   | Karlijn Swinkels (NED) | 8e                   |
| 26                   | Nienke Veenhoven (NED) | AB-4                 |
| 27                   | Maud Oudeman (NED)     | 43e                  |

| Canyon-SRAM Racing CSR | Canyon-SRAM Racing CSR         | Canyon-SRAM Racing CSR |
| ---------------------- | ------------------------------ | ---------------------- |
| Num                    | Coureuse                       | Pos                    |
| 31                     | Katarzyna Niewiadoma (POL)     | 6e                     |
| 32                     | Neve Bradbury (AUS)            | 46e                    |
| 33                     | Tiffany Cromwell (AUS)         | 35e                    |
| 34                     | Zoe Bäckstedt (GBR)            | 5e                     |
| 35                     | Agnieszka Skalniak-Sójka (POL) | AB-5                   |
| 36                     | Alice Towers (GBR)             | AB-5                   |
| 37                     | Maike van der Duin (NED)       | 38e                    |

| Fenix-Deceuninck FED | Fenix-Deceuninck FED          | Fenix-Deceuninck FED |
| -------------------- | ----------------------------- | -------------------- |
| Num                  | Coureuse                      | Pos                  |
| 41                   | Millie Couzens (GBR)          | AB-5                 |
| 42                   | Julie De Wilde (BEL)          | AB-4                 |
| 43                   | Evy Kuijpers (NED)            | 44e                  |
| 44                   | Christina Schweinberger (AUT) | 7e                   |
| 45                   | Yara Kastelijn (NED)          | 10e                  |
| 46                   | Carina Schrempf (AUT)         | AB-5                 |
| 47                   | Sophie Wright (GBR)           | AB-5                 |

| Israel-Premier Tech Roland CGS | Israel-Premier Tech Roland CGS | Israel-Premier Tech Roland CGS |
| ------------------------------ | ------------------------------ | ------------------------------ |
| Num                            | Coureuse                       | Pos                            |
| 51                             | Caroline Baur (SUI)            | AB-5                           |
| 52                             | Maggie Coles-Lyster (CAN)      | 60e                            |
| 53                             | Tamara Dronova (RUS)           | AB                             |
| 54                             | Elena Hartmann (SUI)           | AB-5                           |
| 55                             | Elena Pirrone (ITA)            | AB-5                           |
| 56                             | Alice Sharpe (IRL)             | 59e                            |
| 57                             | Lara Vieceli (ITA)             | AB-5                           |

| Lidl-Trek LTK | Lidl-Trek LTK            | Lidl-Trek LTK |
| ------------- | ------------------------ | ------------- |
| Num           | Coureuse                 | Pos           |
| 61            | Elisa Balsamo (ITA)      | 14e           |
| 62            | Shirin van Anrooij (NED) | 9e            |
| 63            | Lucinda Brand (NED)      | AB-4          |
| 64            | Brodie Chapman (AUS)     | 39e           |
| 65            | Lauretta Hanson (AUS)    | 16e           |
| 66            | Lisa Klein (GER)         | 53e           |
| 67            | Ilaria Sanguineti (ITA)  | 55e           |

| Liv Racing TeqFind LIV | Liv Racing TeqFind LIV  | Liv Racing TeqFind LIV |
| ---------------------- | ----------------------- | ---------------------- |
| Num                    | Coureuse                | Pos                    |
| 71                     | Valerie Demey (BEL)     | 57e                    |
| 72                     | Eva Buurman (NED)       | 36e                    |
| 73                     | Thalita de Jong (NED)   | 52e                    |
| 74                     | Jeanne Korevaar (NED)   | 28e                    |
| 75                     | Sabrina Stultiens (NED) | AB-4                   |
| 76                     | Marta Jaskulska (POL)   | 30e                    |
| 77                     | Quinty Ton (NED)        | 13e                    |

| Team dsm-firmenich DSM | Team dsm-firmenich DSM | Team dsm-firmenich DSM |
| ---------------------- | ---------------------- | ---------------------- |
| Num                    | Coureuse               | Pos                    |
| 81                     | Pfeiffer Georgi (GBR)  | 4e                     |
| 82                     | Daniek Hengeveld (NED) | AB-5                   |
| 83                     | Franziska Koch (GER)   | AB-5                   |
| 84                     | Charlotte Kool (NED)   | 49e                    |
| 85                     | Maeve Plouffe (AUS)    | AB                     |
| 86                     | Elise Uijen (NED)      | AB-5                   |
| 87                     | Francesca Barale (ITA) | AB-5                   |

| Team Jayco AlUla BEX | Team Jayco AlUla BEX      | Team Jayco AlUla BEX |
| -------------------- | ------------------------- | -------------------- |
| Num                  | Coureuse                  | Pos                  |
| 91                   | Jessica Allen (AUS)       | AB                   |
| 92                   | Georgia Baker (AUS)       | 51e                  |
| 93                   | Teniel Campbell (TTO)     | AB-5                 |
| 94                   | Georgie Howe (AUS)        | AB-5                 |
| 95                   | Ruby Roseman-Gannon (AUS) | 15e                  |
| 96                   | Alexandra Manly (AUS)     | 41e                  |
| 97                   | Letizia Paternoster (ITA) | 34e                  |

| UAE Team ADQ UAD | UAE Team ADQ UAD          | UAE Team ADQ UAD |
| ---------------- | ------------------------- | ---------------- |
| Num              | Coureuse                  | Pos              |
| 102              | Eugenia Bujak (SLO)       | 37e              |
| 103              | Chiara Consonni (ITA)     | AB               |
| 104              | Eleonora Gasparrini (ITA) | AB               |
| 105              | Karolina Kumięga (POL)    | AB-5             |
| 106              | Laura Tomasi (ITA)        | 61e              |
| 107              | Sofia Bertizzolo (ITA)    | 11e              |

| Uno-X Pro Cycling Team UXT | Uno-X Pro Cycling Team UXT      | Uno-X Pro Cycling Team UXT |
| -------------------------- | ------------------------------- | -------------------------- |
| Num                        | Coureuse                        | Pos                        |
| 111                        | Maria Giulia Confalonieri (ITA) | 45e                        |
| 112                        | Anniina Ahtosalo (FIN)          | 40e                        |
| 113                        | Susanne Andersen (NOR)          | 17e                        |
| 114                        | Elinor Barker (GBR)             | 56e                        |
| 115                        | Amalie Dideriksen (DEN)         | AB-5                       |
| 116                        | Amalie Lutro (NOR)              | 33e                        |
| 117                        | Rebecca Koerner (DEN)           | AB-5                       |

| Ceratizit-WNT Pro Cycling WNT | Ceratizit-WNT Pro Cycling WNT | Ceratizit-WNT Pro Cycling WNT |
| ----------------------------- | ----------------------------- | ----------------------------- |
| Num                           | Coureuse                      | Pos                           |
| 121                           | Sandra Alonso (ESP)           | AB-4                          |
| 122                           | Mylène de Zoete (NED)         | 31e                           |
| 123                           | Arianna Fidanza (ITA)         | AB-5                          |
| 124                           | Martina Fidanza (ITA)         | AB-5                          |
| 125                           | Kathrin Schweinberger (AUT)   | AB                            |
| 126                           | Lea Lin Teutenberg (GER)      | 24e                           |

| Lifeplus Wahoo DRP | Lifeplus Wahoo DRP         | Lifeplus Wahoo DRP |
| ------------------ | -------------------------- | ------------------ |
| Num                | Coureuse                   | Pos                |
| 131                | Eluned King (GBR)          | AB-5               |
| 132                | Typhaine Laurance (FRA)    | AB                 |
| 133                | Maddie Leech (GBR)         | AB-5               |
| 135                | April Tacey (GBR)          | AB-5               |
| 136                | Babette van der Wolf (NED) | AB-4               |
| 137                | Margaux Vigié (FRA)        | AB-5               |

| AG Insurance-Soudal Quick-Step AGS | AG Insurance-Soudal Quick-Step AGS | AG Insurance-Soudal Quick-Step AGS |
| ---------------------------------- | ---------------------------------- | ---------------------------------- |
| Num                                | Coureuse                           | Pos                                |
| 141                                | Maaike Boogaard (NED)              | AB                                 |
| 142                                | Romy Kasper (GER)                  | 32e                                |
| 143                                | Marthe Goossens (BEL)              | 21e                                |
| 144                                | Anya Louw (AUS)                    | AB-5                               |
| 145                                | Ilse Pluimers (NED)                | AB-5                               |
| 146                                | Maud Rijnbeek (NED)                | 18e                                |
| 147                                | Ally Wollaston (NZL)               | AB-5                               |

| GT Krush Rebellease BPC | GT Krush Rebellease BPC      | GT Krush Rebellease BPC |
| ----------------------- | ---------------------------- | ----------------------- |
| Num                     | Coureuse                     | Pos                     |
| 151                     | Henrietta Colborne (GBR)     | 47e                     |
| 152                     | Britt de Grave (NED)         | AB                      |
| 153                     | Femke de Vries (NED)         | 48e                     |
| 154                     | Anne Dijkstra (NED)          | AB-5                    |
| 155                     | Clara Lundmark (SWE)         | AB-5                    |
| 156                     | Anniek Mos (NED)             | AB                      |
| 157                     | Meike Uiterwijk Winkel (NED) | AB-5                    |

| Parkhotel Valkenburg PHV | Parkhotel Valkenburg PHV  | Parkhotel Valkenburg PHV |
| ------------------------ | ------------------------- | ------------------------ |
| Num                      | Coureuse                  | Pos                      |
| 161                      | Femke Gerritse (NED)      | 29e                      |
| 162                      | Lieke Nooijen (NED)       | 50e                      |
| 163                      | Quinty Schoens (NED)      | 20e                      |
| 164                      | Scarlett Souren (NED)     | AB-4                     |
| 165                      | Kirstie van Haaften (NED) | AB                       |
| 167                      | Marith Vanhove (BEL)      | AB-4                     |

| Lotto Dstny Ladies LDL | Lotto Dstny Ladies LDL  | Lotto Dstny Ladies LDL |
| ---------------------- | ----------------------- | ---------------------- |
| Num                    | Coureuse                | Pos                    |
| 171                    | Wilma Aintila (FIN)     | 54e                    |
| 172                    | Kristýna Burlová (CZE)  | AB-4                   |
| 173                    | Katrijn De Clercq (BEL) | AB-5                   |
| 174                    | Mijntje Geurts (NED)    | 58e                    |
| 175                    | Julie Sap (BEL)         | AB-5                   |
| 176                    | Julie Hendrickx (BEL)   | AB-4                   |
| 177                    | Ines Van de Paar (BEL)  | AB                     |

| SD Worx SDW | SD Worx SDW             | SD Worx SDW |
| ----------- | ----------------------- | ----------- |
| Num         | Coureuse                | Pos         |
| 1           | Lotte Kopecky (BEL)     | 1re         |
| 2           | Lorena Wiebes (NED)     | 2e          |
| 3           | Mischa Bredewold (NED)  | 22e         |
| 4           | Elena Cecchini (ITA)    | 27e         |
| 5           | Barbara Guarischi (ITA) | 42e         |
| 6           | Femke Markus (NED)      | 62e         |
| 7           | Demi Vollering (NED)    | AB-4        |

| Movistar Team MOV | Movistar Team MOV          | Movistar Team MOV |
| ----------------- | -------------------------- | ----------------- |
| Num               | Coureuse                   | Pos               |
| 11                | Annemiek van Vleuten (NED) | 23e               |
| 12                | Aude Biannic (FRA)         | 19e               |
| 13                | Jelena Erić (SRB)          | 25e               |
| 14                | Alicia González (ESP)      | AB-5              |
| 15                | Floortje Mackaij (NED)     | 12e               |
| 16                | Lourdes Oyarbide (ESP)     | AB-5              |
| 17                | Arlenis Sierra (CUB)       | 26e               |

| Team Jumbo-Visma TJV | Team Jumbo-Visma TJV   | Team Jumbo-Visma TJV |
| -------------------- | ---------------------- | -------------------- |
| Num                  | Coureuse               | Pos                  |
| 22                   | Anna Henderson (GBR)   | 3e                   |
| 24                   | Riejanne Markus (NED)  | AB-4                 |
| 25                   | Karlijn Swinkels (NED) | 8e                   |
| 26                   | Nienke Veenhoven (NED) | AB-4                 |
| 27                   | Maud Oudeman (NED)     | 43e                  |

| Canyon-SRAM Racing CSR | Canyon-SRAM Racing CSR         | Canyon-SRAM Racing CSR |
| ---------------------- | ------------------------------ | ---------------------- |
| Num                    | Coureuse                       | Pos                    |
| 31                     | Katarzyna Niewiadoma (POL)     | 6e                     |
| 32                     | Neve Bradbury (AUS)            | 46e                    |
| 33                     | Tiffany Cromwell (AUS)         | 35e                    |
| 34                     | Zoe Bäckstedt (GBR)            | 5e                     |
| 35                     | Agnieszka Skalniak-Sójka (POL) | AB-5                   |
| 36                     | Alice Towers (GBR)             | AB-5                   |
| 37                     | Maike van der Duin (NED)       | 38e                    |

| Fenix-Deceuninck FED | Fenix-Deceuninck FED          | Fenix-Deceuninck FED |
| -------------------- | ----------------------------- | -------------------- |
| Num                  | Coureuse                      | Pos                  |
| 41                   | Millie Couzens (GBR)          | AB-5                 |
| 42                   | Julie De Wilde (BEL)          | AB-4                 |
| 43                   | Evy Kuijpers (NED)            | 44e                  |
| 44                   | Christina Schweinberger (AUT) | 7e                   |
| 45                   | Yara Kastelijn (NED)          | 10e                  |
| 46                   | Carina Schrempf (AUT)         | AB-5                 |
| 47                   | Sophie Wright (GBR)           | AB-5                 |

| Israel-Premier Tech Roland CGS | Israel-Premier Tech Roland CGS | Israel-Premier Tech Roland CGS |
| ------------------------------ | ------------------------------ | ------------------------------ |
| Num                            | Coureuse                       | Pos                            |
| 51                             | Caroline Baur (SUI)            | AB-5                           |
| 52                             | Maggie Coles-Lyster (CAN)      | 60e                            |
| 53                             | Tamara Dronova (RUS)           | AB                             |
| 54                             | Elena Hartmann (SUI)           | AB-5                           |
| 55                             | Elena Pirrone (ITA)            | AB-5                           |
| 56                             | Alice Sharpe (IRL)             | 59e                            |
| 57                             | Lara Vieceli (ITA)             | AB-5                           |

| Lidl-Trek LTK | Lidl-Trek LTK            | Lidl-Trek LTK |
| ------------- | ------------------------ | ------------- |
| Num           | Coureuse                 | Pos           |
| 61            | Elisa Balsamo (ITA)      | 14e           |
| 62            | Shirin van Anrooij (NED) | 9e            |
| 63            | Lucinda Brand (NED)      | AB-4          |
| 64            | Brodie Chapman (AUS)     | 39e           |
| 65            | Lauretta Hanson (AUS)    | 16e           |
| 66            | Lisa Klein (GER)         | 53e           |
| 67            | Ilaria Sanguineti (ITA)  | 55e           |

| Liv Racing TeqFind LIV | Liv Racing TeqFind LIV  | Liv Racing TeqFind LIV |
| ---------------------- | ----------------------- | ---------------------- |
| Num                    | Coureuse                | Pos                    |
| 71                     | Valerie Demey (BEL)     | 57e                    |
| 72                     | Eva Buurman (NED)       | 36e                    |
| 73                     | Thalita de Jong (NED)   | 52e                    |
| 74                     | Jeanne Korevaar (NED)   | 28e                    |
| 75                     | Sabrina Stultiens (NED) | AB-4                   |
| 76                     | Marta Jaskulska (POL)   | 30e                    |
| 77                     | Quinty Ton (NED)        | 13e                    |

| Team dsm-firmenich DSM | Team dsm-firmenich DSM | Team dsm-firmenich DSM |
| ---------------------- | ---------------------- | ---------------------- |
| Num                    | Coureuse               | Pos                    |
| 81                     | Pfeiffer Georgi (GBR)  | 4e                     |
| 82                     | Daniek Hengeveld (NED) | AB-5                   |
| 83                     | Franziska Koch (GER)   | AB-5                   |
| 84                     | Charlotte Kool (NED)   | 49e                    |
| 85                     | Maeve Plouffe (AUS)    | AB                     |
| 86                     | Elise Uijen (NED)      | AB-5                   |
| 87                     | Francesca Barale (ITA) | AB-5                   |

| Team Jayco AlUla BEX | Team Jayco AlUla BEX      | Team Jayco AlUla BEX |
| -------------------- | ------------------------- | -------------------- |
| Num                  | Coureuse                  | Pos                  |
| 91                   | Jessica Allen (AUS)       | AB                   |
| 92                   | Georgia Baker (AUS)       | 51e                  |
| 93                   | Teniel Campbell (TTO)     | AB-5                 |
| 94                   | Georgie Howe (AUS)        | AB-5                 |
| 95                   | Ruby Roseman-Gannon (AUS) | 15e                  |
| 96                   | Alexandra Manly (AUS)     | 41e                  |
| 97                   | Letizia Paternoster (ITA) | 34e                  |

| UAE Team ADQ UAD | UAE Team ADQ UAD          | UAE Team ADQ UAD |
| ---------------- | ------------------------- | ---------------- |
| Num              | Coureuse                  | Pos              |
| 102              | Eugenia Bujak (SLO)       | 37e              |
| 103              | Chiara Consonni (ITA)     | AB               |
| 104              | Eleonora Gasparrini (ITA) | AB               |
| 105              | Karolina Kumięga (POL)    | AB-5             |
| 106              | Laura Tomasi (ITA)        | 61e              |
| 107              | Sofia Bertizzolo (ITA)    | 11e              |

| Uno-X Pro Cycling Team UXT | Uno-X Pro Cycling Team UXT      | Uno-X Pro Cycling Team UXT |
| -------------------------- | ------------------------------- | -------------------------- |
| Num                        | Coureuse                        | Pos                        |
| 111                        | Maria Giulia Confalonieri (ITA) | 45e                        |
| 112                        | Anniina Ahtosalo (FIN)          | 40e                        |
| 113                        | Susanne Andersen (NOR)          | 17e                        |
| 114                        | Elinor Barker (GBR)             | 56e                        |
| 115                        | Amalie Dideriksen (DEN)         | AB-5                       |
| 116                        | Amalie Lutro (NOR)              | 33e                        |
| 117                        | Rebecca Koerner (DEN)           | AB-5                       |

| Ceratizit-WNT Pro Cycling WNT | Ceratizit-WNT Pro Cycling WNT | Ceratizit-WNT Pro Cycling WNT |
| ----------------------------- | ----------------------------- | ----------------------------- |
| Num                           | Coureuse                      | Pos                           |
| 121                           | Sandra Alonso (ESP)           | AB-4                          |
| 122                           | Mylène de Zoete (NED)         | 31e                           |
| 123                           | Arianna Fidanza (ITA)         | AB-5                          |
| 124                           | Martina Fidanza (ITA)         | AB-5                          |
| 125                           | Kathrin Schweinberger (AUT)   | AB                            |
| 126                           | Lea Lin Teutenberg (GER)      | 24e                           |

| Lifeplus Wahoo DRP | Lifeplus Wahoo DRP         | Lifeplus Wahoo DRP |
| ------------------ | -------------------------- | ------------------ |
| Num                | Coureuse                   | Pos                |
| 131                | Eluned King (GBR)          | AB-5               |
| 132                | Typhaine Laurance (FRA)    | AB                 |
| 133                | Maddie Leech (GBR)         | AB-5               |
| 135                | April Tacey (GBR)          | AB-5               |
| 136                | Babette van der Wolf (NED) | AB-4               |
| 137                | Margaux Vigié (FRA)        | AB-5               |

| AG Insurance-Soudal Quick-Step AGS | AG Insurance-Soudal Quick-Step AGS | AG Insurance-Soudal Quick-Step AGS |
| ---------------------------------- | ---------------------------------- | ---------------------------------- |
| Num                                | Coureuse                           | Pos                                |
| 141                                | Maaike Boogaard (NED)              | AB                                 |
| 142                                | Romy Kasper (GER)                  | 32e                                |
| 143                                | Marthe Goossens (BEL)              | 21e                                |
| 144                                | Anya Louw (AUS)                    | AB-5                               |
| 145                                | Ilse Pluimers (NED)                | AB-5                               |
| 146                                | Maud Rijnbeek (NED)                | 18e                                |
| 147                                | Ally Wollaston (NZL)               | AB-5                               |

| GT Krush Rebellease BPC | GT Krush Rebellease BPC      | GT Krush Rebellease BPC |
| ----------------------- | ---------------------------- | ----------------------- |
| Num                     | Coureuse                     | Pos                     |
| 151                     | Henrietta Colborne (GBR)     | 47e                     |
| 152                     | Britt de Grave (NED)         | AB                      |
| 153                     | Femke de Vries (NED)         | 48e                     |
| 154                     | Anne Dijkstra (NED)          | AB-5                    |
| 155                     | Clara Lundmark (SWE)         | AB-5                    |
| 156                     | Anniek Mos (NED)             | AB                      |
| 157                     | Meike Uiterwijk Winkel (NED) | AB-5                    |

| Parkhotel Valkenburg PHV | Parkhotel Valkenburg PHV  | Parkhotel Valkenburg PHV |
| ------------------------ | ------------------------- | ------------------------ |
| Num                      | Coureuse                  | Pos                      |
| 161                      | Femke Gerritse (NED)      | 29e                      |
| 162                      | Lieke Nooijen (NED)       | 50e                      |
| 163                      | Quinty Schoens (NED)      | 20e                      |
| 164                      | Scarlett Souren (NED)     | AB-4                     |
| 165                      | Kirstie van Haaften (NED) | AB                       |
| 167                      | Marith Vanhove (BEL)      | AB-4                     |

| Lotto Dstny Ladies LDL | Lotto Dstny Ladies LDL  | Lotto Dstny Ladies LDL |
| ---------------------- | ----------------------- | ---------------------- |
| Num                    | Coureuse                | Pos                    |
| 171                    | Wilma Aintila (FIN)     | 54e                    |
| 172                    | Kristýna Burlová (CZE)  | AB-4                   |
| 173                    | Katrijn De Clercq (BEL) | AB-5                   |
| 174                    | Mijntje Geurts (NED)    | 58e                    |
| 175                    | Julie Sap (BEL)         | AB-5                   |
| 176                    | Julie Hendrickx (BEL)   | AB-4                   |
| 177                    | Ines Van de Paar (BEL)  | AB                     |